# 越南滙豐銀行
越南滙豐銀行有限公司（英文：HSBC Bank (Vietnam) Limited）為首批在越南註冊成立的外資銀行之一，屬於香港上海滙豐銀行有限公司的全資附屬公司，註冊資本為3兆越南盾約（1.77億美元）。總部位於胡志明市第一郡精華區同起街235號的大都會大樓。

## 簡歷

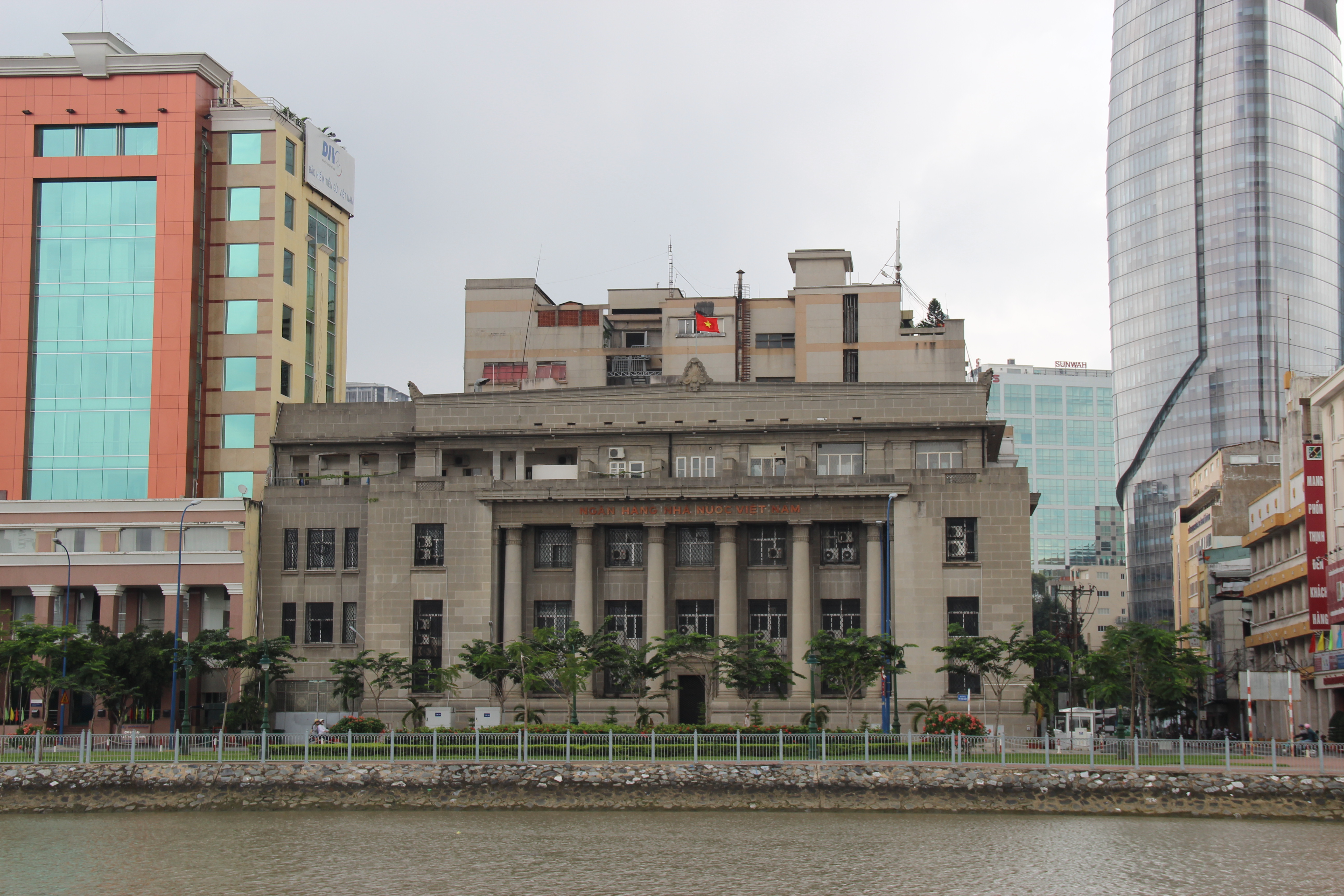
西貢前汇丰银行大楼，现为越南国家银行使用

香港上海滙豐銀行自1870年在西貢（胡志明市）開設第一個辦事處。1995年，滙豐於胡志明市開設第一間全面服務的分行。2005年滙豐於河內開設第二間分行及於芹苴市設在代表辦書處。2007年7月6日，滙豐成功收購越南第三大股份制銀行 - 越南科技及商業股份銀行15%的股權，並於同年9月17日，滙豐以20億收購越南保險10%的股權。
2008年9月，越南批准滙豐在越南境內開設全資經營的分行，並成立子公司「滙豐銀行（越南）有限公司」。2009年1月1日滙豐將越南現有的胡志明市分行全部資產與負債，以及河內分行的部分資產與負債自動轉讓予新成立的子公司，兩間分行原有的一切業務往來，全部轉歸新子公司名下。
目前滙豐是越南最大外資銀行。滙豐也是首批被允許增持當地夥伴銀行股權的外資銀行之一。

## 業務及網絡
和其他地方的滙豐不同，由於越南人生活水平較低，所以越南滙豐側重於借貸服務，而非如其他地方所著眼的個人理財。此外，滙豐於越南的信用卡業務也較為簡單，只設有普通卡、金卡和附屬卡。
滙豐銀行（越南）有限公司在胡志明市及芹苴市各有一間分行，但在監管當局的批准之下，滙豐可在2009年首季度內，在越南再增設7個服務網點。 

## 滙豐越南獲得獎項（部分）
- 越南最佳外資銀行 - 2006/2007年(FinanceAsia)
- 越南最佳零售銀行 - 2006年(AsianBanker)